# خورخي ألماغير (لاعب كرة قدم)
خورخي ألماغير (بالإنجليزية: Jorge Almaguer)‏ هو لاعب كرة قدم أمريكي في مركز الوسط، ولد في 21 سبتمبر 2000 في دالاس في الولايات المتحدة. لعب مع نادي نورث تكساس.